# Malacoctenus margaritae
Malacoctenus margaritae är en fiskart som först beskrevs av Fowler, 1944.  Malacoctenus margaritae ingår i släktet Malacoctenus och familjen Labrisomidae. IUCN kategoriserar arten globalt som livskraftig. Inga underarter finns listade i Catalogue of Life.